# Tousmouline
Tousmouline è un comune dell'Algeria, situato nella provincia di El Bayadh.